# 637

## أحداث
- المسلمون يسيطرون على القدس منتزعين إياها من البيزنطيين
- مارس - فتح المدائن: جيش الخلفاء الراشدين بقيادة سعد بن أبي وقاص يدخل المدائن عاصمة الفرس بعد حصار شهرين.

## مواليد
- عبيد بن غاضرة العنبري
- أم حكيم بنت عبد الرحمن
- سعيد بن المسيب.

## وفيات
- مارية القبطية.